# Mareanivka, Ustînivka
Mareanivka (în ucraineană Мар'янівка) este un sat în comuna Dîmîtrove din raionul Ustînivka, regiunea Kirovohrad, Ucraina.

## Demografie
Componența lingvistică a localității Mareanivka
     Ucraineană (91,47%)
     Rusă (4,41%)
     Română (2,65%)
     Belarusă (1,18%)
     Alte limbi (0,29%)
Conform recensământului din 2001, majoritatea populației localității Mareanivka era vorbitoare de ucraineană (91,47%), existând în minoritate și vorbitori de rusă (4,41%), română (2,65%) și belarusă (1,18%).